# تعزیه
تَعزیه (یا شبیه‌خوانی) نوعی نمایش مذهبی و سنتی شیعی می‌باشد که در ایران رواج پیدا کرده و بیشتر اوقات درباره کشته شدن مظلومانه حسین بن علی و یارانش در کربلا اجرا می‌شود. چون اهمیت هنرمندانه خواندن اشعار در تعزیه بیشتر از روش اجرا و نمایش واقعه‌ هاست؛ آن را در قیاس با روضه‌خوانی، از آن با عنوان تعزیه خوانی نیز گفته‌اند.
تعزیه در اصل به معنای توصیه به صبر، تسلّی و پرسش از بازماندگان درگذشتگان و در برخی مناطق ایران، مثلاً در خراسان به معنای «مجلسِ ترحیم» می‌باشد. در میان شیعیان غیر ایرانی (که در عراق و هند مستقر هستند) لفظ تعزیه با وجود ارتباط با کشتگان کربلا، به معنای «شبیه‌خوانی» به کار نمی‌رود، بلکه آنان تعزیه را به مراسمی نمادین اطلاق می‌کنند که در آن دسته‌های عزاداری در طول مراسم، چیزهایی شبیه ضریح حسین بن علی را بر دوش می‌کشند و در پایان روز عاشورا و هم در روز اربعین آن را به خاک می‌سپارند. این قبیل مراسم نمادین در نواحی دیگر جهان، از جمله در اندونزی با عنوان «تابوت»، نیز برگزار می‌شود.
در این نوع نمایش‌ها به صورت نمادین اتفاقات روز عاشورا از قبیل به آتش کشیده شدن خیمه‌ها، جنگ بین عباس بن علی و لشکریان عمر بن سعد (لشکریان کوفه)، حوادث درون قتلگاه و بریده شدن سر حسین بن علی، خرابه شام و رقیه دختر حسین و تشت سر بریده را انجام داده و در حین آن روضه و تعزیه می‌خوانند.
تعزیه، به عنوان یک هنر نمایشی مذهبی، نه تنها در ایران بلکه در میان جوامع شیعی در سراسر جهان ریشه دوانده است. این هنر، که در آن وقایع کربلا به صورت نمادین بازسازی می‌شوند، نقش مهمی در حفظ و انتقال فرهنگ عاشورا ایفا می‌کند. تعزیه، با بهره‌گیری از موسیقی، شعر، و حرکات نمایشی، مخاطب را به عمق نبرد کربلا می‌برد و احساسات و عواطف او را برمی‌انگیزد. این هنر، به عنوان یک میراث فرهنگی ناملموس، در سال ۲۰۱۰ در فهرست میراث معنوی یونسکو به ثبت رسید، که نشان‌دهنده اهمیت جهانی آن است.
حسین ابن علی تنها برای شیعیان نیست و در تمام ادیان و  تمام مردم اگر با او آشنا شوند اورا دوست خواهند داشت

## ریشهٔ لغت
تعزیه در لغت به معنی عرض تسلیت گفتن، برگرفته از ریشه عربی «عزی» یک فعل ثلاثی مزید است /تعزیه (یا تعزیت) به معنی سوگواری، برپایی یادبود عزیزان از دست رفته، تسلیت، امر کردن به صبر و پرسیدن از خویشان درگذشته، خرسندی دادن و در برخی مناطق ایران مانند خراسان به معنای مجلس ترحیم است. اما آنچه به عنوان تعزیه مشهور است گونه‌ای از نمایش مذهبی منظوم است که در آن عده‌ای اهل ذوق و کارآشنا در جریان سوگواری‌های ماه محرم و برای نشان دادن ارادت و اخلاص به اهل بیت، طی مراسم خاصی بعضی از داستان‌های مربوط به واقعه کربلا را پیش چشم تماشاچی‌ها بازآفرینی می‌کنند. در تعزیه چون اهمیت خواندن هنرمندانهٔ اشعار بیش از روش اجرا و نمایش واقعه‌هاست، آن را — در قیاس با روضه‌خوانی — تعزیه‌خوانی نیز گفته‌اند. بر اساس نظریه زمخشری، «اصل تشبه» («ابو القاسم محمود بن عمر زمخشری (متولد ۴۶۷ - متوفی ۵۳۸) که یکی از آخرین علمای معروف علم کلام و ایرانی بود، و در تهذیب اخلاق نیز کتابی به نام «اطواق الذهب فی المواعظ والخطب» دارد، بیان کرد که بنا بر روایت‌های مذهبی هرکس بر حسین بگرید بهشت او را واجب شود و افزود هرکس خود را گریان نماید و دیگران را بگریاند به حکم «من تشبه بقوم فهو منهم» از زمره نیکان است و همان ثواب بر او حاصل گردد؛ یعنی وی زمینه نظری تشبه را هموار کرد و برای گریانیدن به هر واسطه‌ای اهمیت و ارزش بخشید) این هنر در اصل به نام شبیه خوانی درست است، لیکن چون در آن هم عزا داری هست و هم به یکدیگر عرض تسلیت داریم و مجموع این‌ها موجود می‌باشد، فلهذا به صورت یه غلط مصطلح فقط تعزیه خوانی بر سر زبان‌هاست.

## پیشینه
تاریخ پیدایش تعزیه به صورت دقیق پیدا نیست. برخی با باور به ایرانی‌بودن این نمایش آیینی، پاگیری آن را به ایران پیش از اسلام به پیشینهٔ سه‌هزارسالهٔ سوگ سیاوش پهلوان داستان‌های ملی ایران نسبت داده و این آیین را مایه و زمینه‌ساز شکل‌گیری آن دانسته‌اند. برخی پژوهشگران نیز پیشینهٔ آن را به آیین‌هایی چون مصائب میترا و یادگار زریران بازمی‌گردانند و برخی پیدایش آن را متأثر از عناصر اساطیری میان رودان، آناطولی و مصر، و کسانی نیز مصائب مسیح و دیگر افسانه‌های تاریخی در فرهنگ‌های هند و اروپایی و سامی را در پیدایش آن کارساز دانسته‌اند؛ ولی به گمان بسیار، تعزیه — جدا از شباهت‌هایش با عزاداری‌های آیینی گذشته — شکل تکامل‌یافته‌تر و پیچیده‌تر سوگواری‌های سادهٔ شیعیان سده‌های نخستین برای کشته‌شدگان کربلا است.
برخی دیگر با استناد به گزارش‌هایی، پیدایش تعزیه را مشخصاً از ایران پس از اسلام و مستقیماً از ماجرای کربلا و کشته شدن حسین و یارانش می‌دانند. در دورهٔ اخیر سوگواری برای کشتگان کربلا از سوی دوستداران اهل بیت در آشکار و نهان در عراق، ایران و برخی از مناطق شیعه‌نشین دیگر انجام می‌گرفت؛ چنان‌که ابوحنیفه دینوری، ادیب، دانشمند و تاریخ‌نگار عرب، در کتاب خود از سوگواری برای خاندان علی به روزگار امویان خبر می‌دهد.
اگر تعزیه را به معنی عزاداری و سوگواری و نه به معنی شبیه‌خوانی امروز گمان کنیم، نخستین سوگواری بعد از پیشامد عاشورا از سوی گواهان عینی واقعهٔ کربلا بوده که در سنین کودکی و نوجوانی پس از عاشورا به اسارت رفتند؛ در واقع از هنگامی که قافلهٔ اسرا به طرف شام حرکت نمودند. برخی شبیه‌خوانی و برپایی تعزیه را جهت تماشای عینی واقعهٔ کربلا به یزید نسبت داده‌اند که گویا از عاملین واقعهٔ کربلا خواسته بود تا اعمالی را که مرتکب شده‌اند نمایش دهند و برخی به صفویه، دیلمیان و قاجاریه.
اما شکل رسمی و آشکار این سوگواری، به روایت ابن‌کثیر، برای نخستین بار در زمان حکمرانی دودمان ایرانی شیعه‌مذهب آل بویه صورت گرفت. این سوگواری به گونه‌ای بود که معزالدوله احمد بن بویه در دهم محرم سال ۳۵۲ هجری قمری در بغداد به مردم دستور داد که برای سوگواری، دکان‌هایشان را بسته و بازارها را تعطیل کرده، نوحه بخوانند و جامه‌های خشن و سیاه بپوشند. از این دوره دسته‌های عزاداری و نوحه‌خوانی رایج شده و پایه‌های نمایش شبیه‌گردانی ایران گذاشته شد.
در دوران حکومت سلطان محمد خدابنده، شیعیان حداکثر استفاده را در انجام مراسم سوگواری و بزرگداشت خاندان محمد می‌کردند اما سوگواری‌ها در این فاصلهٔ تاریخی سبک مشخصی نداشت. به‌تدریج و به مرور زمان، عزاداری‌ها برای حسین‌بن علی، شکل و شیوهٔ مشخصی پیدا کرد.
تعزیه بیشترین رواج خود را با حمایت دولت و حکومت صفویان پیدا کرد. در دورهٔ شکوفایی تعزیه، با رواج تشیع و دلایلی مانند روضه‌خوانی و حمله‌خوانی تعزیه از حمایت بیشتری برخوردار شد.
اسماعیل مجللی در کتاب شبیه نامه ضمن مردود شمردن تمامی نظریات فوق به صراحت اعلام کرده است که تعزیه حاصل تشکیل محافل ادبی در دوران قاجار و در زمان ایجاد رنسانس و نهضت بازگشت ادبی بود که علاوه بر ادبیات هنرهای دیگری همچون موسیقی، معماری، نقاشی و… در دوره قاجار به خدمت تعزیه درآمد. که به نظر می‌رسد صحیح‌ترین نظریات باشد.

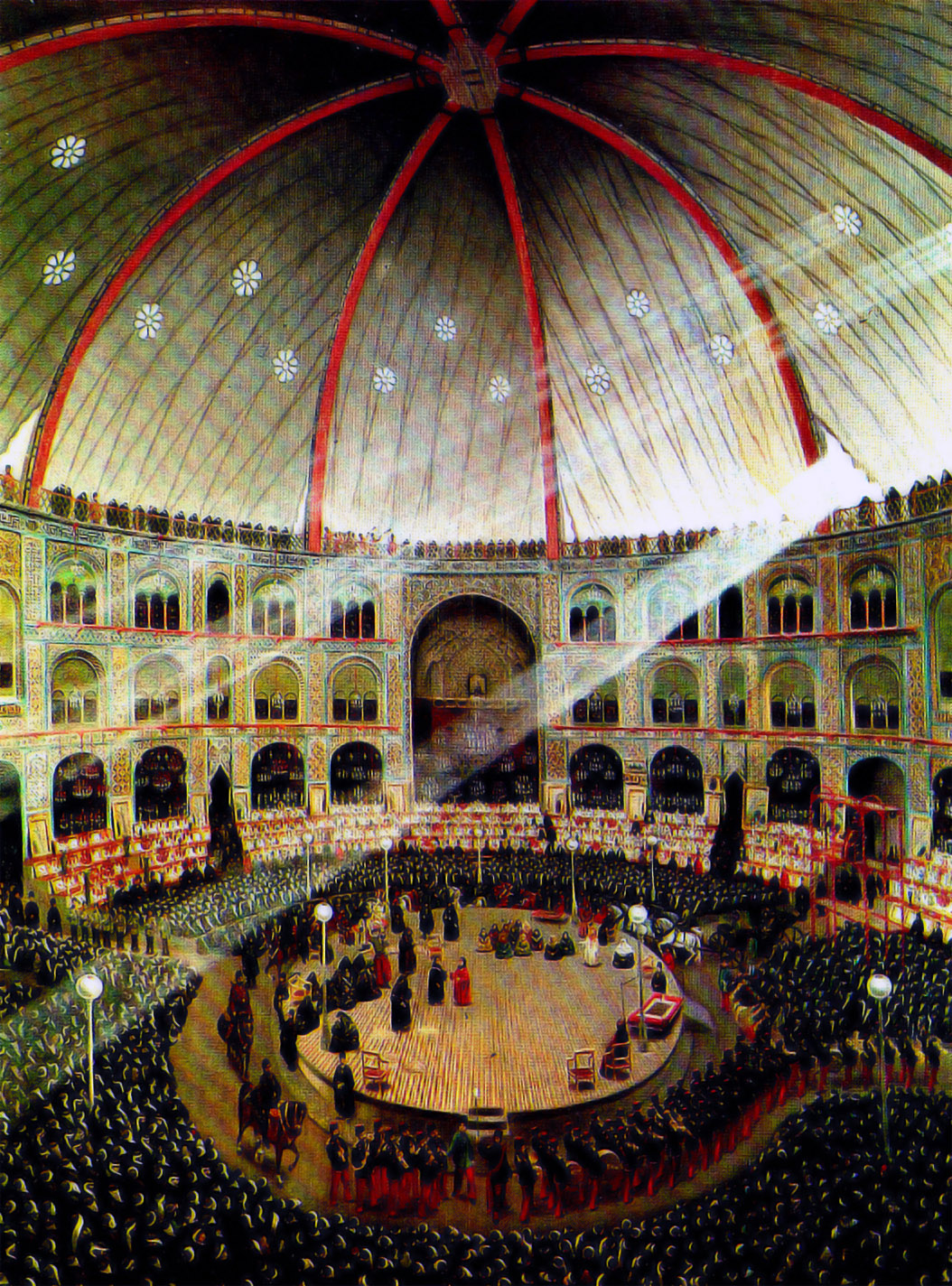
نقاشی تکیه دولت اثر کمال‌الملک

تعزیه اما در دورهٔ ناصرالدین شاه به اوج خود رسید و بسیاری این دوره را عصر طلایی تعزیه نامیده‌اند. تعزیه که پیش از آن در حیاط کاروانسراها، بازارها و گاهی منازل شخصی اجرا می‌شد، اینک در اماکن باز یا سربستهٔ تکایا و حسینیه‌ها به اجرا درمی‌آمد. معروف‌ترین و مجلل‌ترین این تکایا، تکیهٔ دولت بود که در همین دوره به دستور ناصرالدین شاه و مباشرت دوستعلی‌خان معیرالممالک در سال ۱۳۰۴ هجری قمری ساخته شد. تکیهٔ دولت در زمان ناصرالدین شاه به تقلید از تماشاخانه اپراهال انگلستان ساخته شد که ابتدا به منظور یک سالن تئاتر ساخته شد اما با مخالفت‌هایی که بود به تکیه تبدیل شد. از دیگر تکیه‌های معروف آن زمان تکیهٔ معاون‌الملک در کرمانشاه بود. در آغاز سلطنت ناصرالدین شاه، تعزیه در ۳۰۰ مکان مشخص برپا می‌شد. تعزیه تا زمان مشروطیت در اوج ماند.
برخی گفته‌اند «در سال‌های آغاز حکومت رضاخان، یعنی پس از ۱۳۰۴ هجری شمسی، اجرای تعزیه و روضه‌خوانی رفته‌رفته ممنوع اعلام شد و با تخریب تکیهٔ دولت به دستور رضاخان، تعزیه پا به دوران افول خود گذاشت». گرچه شبیه‌خوانی و آیین سوگ‌واری عاشورایی در دوره‌ای از حکومت رضاشاه محدود و سپس ممنوع شد، او دستوری برای تخریب تکیه‌ دولت نداد و این تکیه به‌سال ۱۳۲۶ (در دوره‌ پهلوی دوم) به دستور عبدالحسین هژیر (وزیر دارایی) در هم کوبیده شد؛ گرچه چند سالی بود که دیگر شبیه‌خوانی در آن برپا نمی‌شد و ساختمان اندک‌اندک دچار ریختگی و فرسودگی شده بود. شبیه‌خوانی هرچند پس از شهریور ۱۳۲۰ دیگر بار سر برآورد، اما در برابر سرگرمی‌هایی همچون سینما و تئاتر، نتوانست موقعیت و عظمت پیشین خود را بازیابد.

## اصطلاحات
- شبیه‌گردانی: نمایش تعزیه
- شبیه: بازیگر تعزیه
- مقتل‌نویس: نویسنده نسخه و متن نمایش تعزیه
- معین البکا: کارگردان تعزیه
- ناظم البکا: دستیار کارگردان تعزیه
- بانی: سرمایه‌گذار و تهیه‌کنندهٔ تعزیه
- فرد: نسخه و متن نمایشنامه|نمایشنامهٔ تعزیه
- موافق خوان: بازیگری که در نقش پیغمبران و امامان و یارانشان و افراد مثبت بازی می‌کند.
- مخالف خوان: بازیگری که در نقش دشمنان اسلام و افراد منفی بازی می‌کند.
- تخت خوان: بازیگری که در نقش یزید بازی می‌کند.
- بچه‌خوان: کسی که به جای کودکان می‌خواند.
- زنانه خوان: بازیگری که در نقش زن بازی می‌کند.
- زینب‌خوان: بازیگری که در نقش زینب بازی می‌کند.
- رجزخوانی: هنگامی که اولیاء (خاندان محمد) و اشقیاء (مخالفان محمد) در مقابل هم از افتخارات و اصل و نسب خود حرف می‌زنند.
- اشتلم‌خوانی یا پهلوان‌خوانی: هنگامی که اشقیاء با بیان غلوشده گفتگوهایشان را بیان می‌کنند، در حالی که اولیاء در یک دستگاه موسیقی گفتگو را به آواز بیان می‌کنند، که به آن تحریرکردن می‌گویند.
- موالف‌خوان: شخصی که در نقش اولیاء بازی می‌کند.
- دستگاه: هر تعزیهٔ کامل را یک دستگاه یا مجلس گویند.[۶]

## روش اجرا
تعزیه معمولاً با به اجرا درآمدن پیش‌خوانی نمایش مجلس اصلی آغاز می‌شود. کسی که تعزیه را برپا می‌کند، بانی و گردانندهٔ آن را «تعزیه‌گردان»، «ناظم‌البکا» یا «معین‌البکا» و بازیگران آن را «تعزیه‌خوان» یا «شبیه‌خوان» می‌نامند. همچنین به سایر همکاران برپایی تعزیه «عملهٔ تعزیه» می‌گویند.
در این نمایش محدودیتی برای استفاده از لوازم و اسباب در میان نیست؛ مثلاً در زمان ناصرالدین شاه هنگام اجرای تعزیه آن زمان که سخن از وجود یک شیر به میان آمد، بی‌درنگ صورت زندهٔ این جانور را که در قفسی محبوس بود از باغ وحش آورده و در پیش چشم حاضران به تماشا می‌گذاشتند تا هیجان صحنه بیشتر شود. شبیه‌خوان‌ها برای آسانی ادامهٔ مطلب مربوط به نقش خود، معمولاً به هنگام اجرا، تکه کاغذی به نام فرد یا نسخه در دست دارند، که در آن‌ها مصراع‌های آخر نقش طرف مقابل یا نخستین مصراع از ادامهٔ نقششان یادداشت شده تا بتوانند به‌موقع و بدون زحمت نقش‌آفرینی خود را دنبال کنند. بازیگران ناشی یا خردسال را شخص تعزیه‌گردان، از کنار محدودهٔ نمایش راهنمایی می‌کند؛ حتی گاهی به شبیه‌خوان‌های کارآزموده هم تذکراتی می‌دهد. نقش زنان را هم مردان بازی می‌کنند، که در این حالت به آن‌ها «زن‌خوان» می‌گویند. چنین بازیگرانی برای این‌که در نقش خود بهتر ظاهر شوند باید صدایی زیبا داشته باشند و ترجیحاً نقاب بر چهره بپوشند. گاهی نیز برای بهتر شدن بازی نقش زنان، از پسران نوجوان کارآموخته استفاده می‌شود.
شبیه‌خوانان در اجرای هر مجلس معمولاً دو دسته‌اند: اولیاخوان و اشقیاخوان.
شبیه‌خوان‌هایی که نقش اولیاء و یاری‌دهندگان دین را بازی می‌کنند، اولیاخوان، مظلوم و انبیاخوان نامیده می‌شوند و کسانی که نقش اشقیاء و دین‌ستیزان را بازی می‌کنند، اشقیاخوان یا ظالم‌خوان‌اند. اولیاخوان‌ها نقش‌های خود را موزون و خطابه‌ای سرمی‌دهند، اما اشقیاخوان‌ها سخنان خود را ناموزون و معمولی و در پاره‌ای از موارد، تمسخرآمیز بیان می‌کنند. اولیاخوان‌ها جامهٔ سبز یا سیاه بر تن می‌کنند و اشقیاخوان‌ها لباس سرخ. اما در مورد سیاهی‌لشکرهای هر یک از دو دسته، استفاده از جامه‌هایی با این رنگ‌ها مصداق کاملی ندارند.

## تعزیه‌خوانی
تعزیه‌خوانان معتقدند که تعزیه‌خوانی را باید پله‌پله آموخت و نمی‌شود ره صدساله را یک‌شبه طی کرد و از امام‌خوانی آغاز کرد. استادان هنرهای آیینی سنتی معتقدند که موافق‌خوان‌ها تعزیه‌خوانانی‌اند که صدای خوبی داشته و می‌توانند در ردیف‌های موسیقی اجرای برنامه کنند.
در قدیم اکثر کسانی که وارد تعزیه می‌شدند، ریشه‌ای در تعزیه داشتند؛ پدر یا پدربزرگ یا برادرشان تعزیه‌خوان بودند؛ یا حتی در محله‌ای زندگی می‌کردند که یک گروه تعزیه‌خوان ثابت در آن محل زندگی می‌کردند و استادان تعزیه به عنوان معین‌البکاء یا میرزا به هیئت‌ها می‌رفته و استعدادیابی می‌کردند و کسی را صدایش خوب بود اجازه می‌گرفتند و به تعزیه می‌آوردند. به باور استادان این هنر، هرکسی نمی‌تواند تعزیه‌خوان شود بلکه باید جوهرهٔ اصل تعزیه را داشته باشد؛ یعنی علاوه‌بر صدای خوب باید در خواندن بی‌پروا بوده، ترسو نباشد. بعضی از بچه‌خوان‌ها صدای خوبی داشتند اما در جنگ بی‌پروا نبودند و تا یکی از اشقیاء برای بازی جنگ به مقابلشان می‌آمد می‌ترسیدند یا در مقابل جمع صدایشان را رها نمی‌کردند.
تعزیه‌خوانی بر اساس یک سلسله‌مراتب است. کسانی که وارد تعزیه می‌شوند از کودکی در نقش بچه‌خوان آغاز می‌کردند. طبقه‌بندی تعزیه هم این‌گونه است که زمانی که کسی بچه‌خوانی می‌کند، اول نقش سکینه و رقیه را بازی می‌کند؛ سپس طفلان مسلم و بعد قاسم‌خوان می‌شود. به اعتقاد تعزیه‌خوانان، یک طفلان مسلم‌خوان خوب، می‌تواند یک قاسم‌خوان خوب باشد؛ یک قاسم‌خوان خوب هم می‌تواند یک علی‌اکبرخوان خوب می‌شود؛ زیرا این نقش‌ها مکمل یکدیگر بوده و آوازها در دل هم قرار می‌گیرند. اگر در علی‌اکبرخوانی درآمد اول چهارگاه است، در شبیه قاسم همان چهارگاه است اما یک پرده بالاتر در گوشهٔ زابل است. به این دلیل که صدای قاسم‌خوان چپ‌کوک است و معمولاً یک گام بالاتر است.
دورهٔ علی‌اکبرخوانی که طی می‌شود، تعزیه‌خوان وارد دورهٔ شهادت‌خوانی می‌شود. اگر صدای خوبی داشته باشد شهادت‌خوان می‌شود؛ اما اگر صدای تعزیه‌خوان ضعیف اما خوب باشد زن‌پوش می‌شود. بعد از این‌که یک تعزیه‌خوان دورهٔ شهادت‌خوانی را به پایان برساند دیگر محاسنش سفید شده و می‌تواند امام‌خوان باشد. کسی که در رأس شهادت‌خوانی قرار می‌گیرد هم امام‌خوانی می‌کند و هم عباس‌خوانی. آخرین مرحله امام‌خوانی است که در آن باید از یک سنی گذشت تا به این مرحله رسید. در این سن صدا کمی ضعیف‌تر می‌شود و سوز بیشتری دارد.

## انواعِ شبیه‌خوانی
شبیه از درون سوگواری‌های مذهبی برآمده و خود نیز جزئی از سوگواری به‌شمار می‌رود. اما رفته‌رفته با پیمودن مسیر تکاملی، انواع تعزیه‌ها به وجود آمد. شبیه را می‌توان به تعزیهٔ دوره، تعزیهٔ زنانه و تعزیهٔ مضحک تقسیم کرد.
تعزیه شامل: تعزیه‌های پیش واقعه، تعزیه واقعه و تعزیه‌های پس واقعه و تعزیه‌های مضحک، پیش واقعه شامل تعزیه‌هایی که قبل از روز عاشورا بوده‌اند، مثل ذبح اسماعیل، سلیمان و بلقیس، تعزیه حضرت امیر و… تعزیه‌های واقعه: مربوط به کشتگان کربلا و کسانی که در روز دهم سال ۶۱هجری در روز عاشورا به کشته شدند رسیدند. تعزیه‌های پس واقعه شامل تعزیه‌هایی که بعد از روز عاشورا اتفاق افتاده، مثل: بازار شام، ورود به مدینه و عبداله عفیف.
به علت وابستگی تعزیه به عاشورا، معمولاً در ۹۰درصد شبیه‌های پیش یا پس واقعه به کربلا گریزی زده می‌شود.

### تعزیهٔ دوره
تعزیهٔ دوره عبارت است از نمایش چندین دستگاه تعزیه به گونه‌ای هم‌زمان به‌طوری‌که چندین گروه تعزیه‌خوان در یک محل یا محل‌های مختلف، آن را می‌خوانند. شیوهٔ کار به این صورت است که گروه نخست پس از پایان بخشیدن به کار خود در محل نخست، به محل دوم می‌رود و در آن‌جا همان دستگاه را تکرار می‌کند و دستهٔ دوم جای گروه اول را گرفته، دستگاه دیگری را به نمایش درمی‌آورد. آن‌گاه گروه نخست پس از به پایان بردن کار در محل دوم به محل سوم می‌رود و گروه دوم نیز که کار خود را در محل اول پایان بخشیده، جای گروه نخست را در محل دوم می‌گیرد. به همین صورت چندین دستگاه تعزیه به صورت هم‌زمان به نمایش درمی‌آید. در برخی جاها تعزیهٔ دوره را در میدانی گرد و پر از تماشاگر بازی می‌کردند.

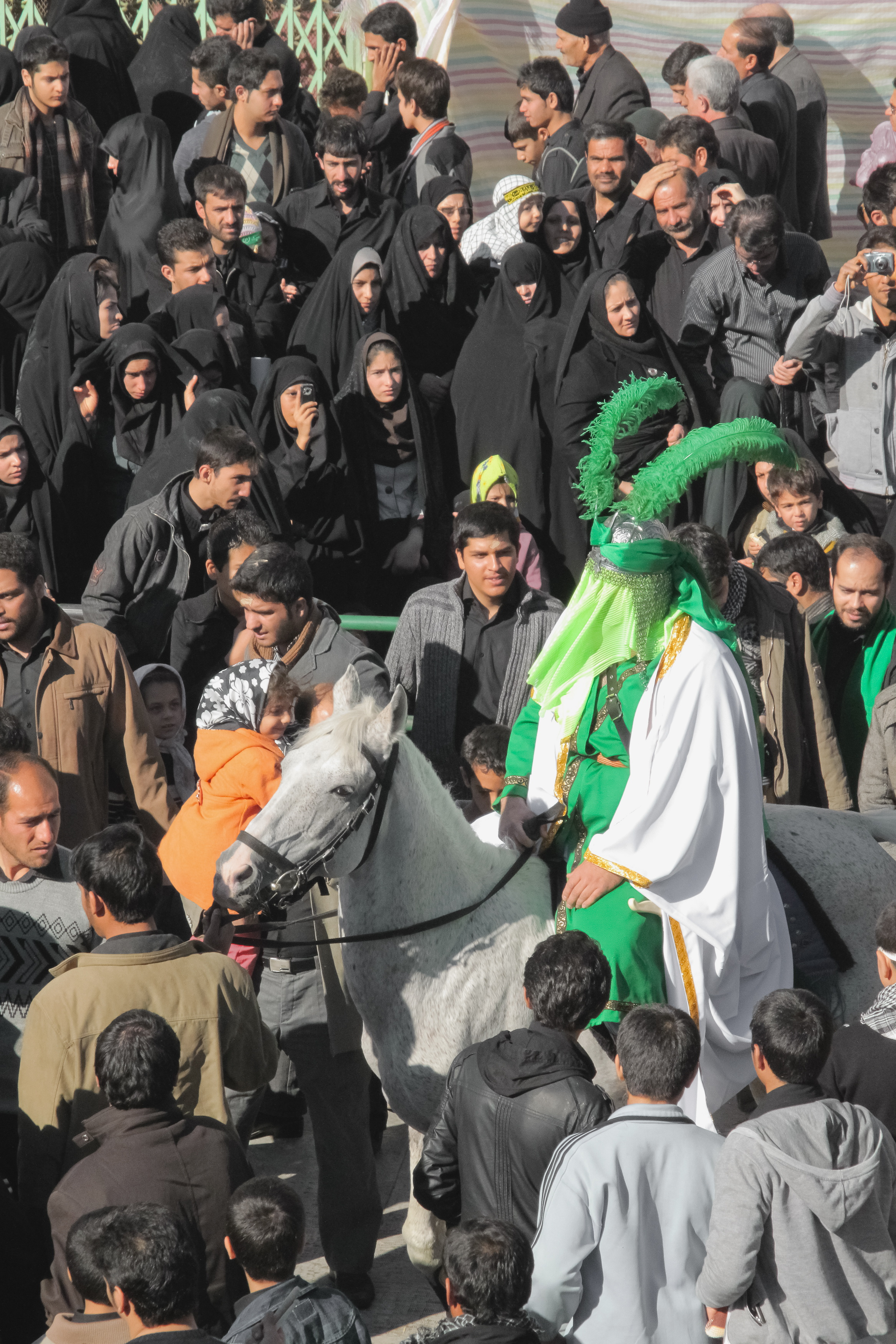
یک تعزیه میدانی در روز عاشورا

## تعزیه میدانی
تعزیه ای که در مکان‌های وسیع (میدان) در حضور بینندگان پر شمار و همراه با صحنه آرایی‌هایی مانند ساخت نخلستان، رود و.. در مقیاسی کوچکتر نسبت به میدان کربلا است تا بدین ترتیب صحنه برای مخاطبین باور پذیرتر باشد. یکی از بزرگ‌ترین تعزیه‌های میدانی ایران که به ثبت ملی فرهنگی رسیده است هز ساله در ایام دهه محرم با حضور ده‌ها هزار نفر بیننده در روستای صحرارود شهرستان فسا در استان فارس برگزار می‌شود.

### تعزیهٔ زنانه
تعزیهٔ زنانه نمایش تعزیه‌ای است که روزگاری به وسیلهٔ زنان و برای تماشاگران زن، معمولاً در دنبالهٔ مجلس روضه‌خوانی اجرا می‌شد و تنها به صورت کاری تفننی بر جا ماند و عمومیت و توسعه‌ای نیافت. این تعزیه‌ها را در فضای باز حیاط‌ها یا تالارهای بزرگ خانه‌ها اجرا می‌کردند. بازیگران شبیه‌خوان‌ها زنانی بودند که پیش از آن در مجلس‌های زنانهٔ «ملا» روضه می‌خواندند یا پای چنین مجلس‌هایی راه و رسم بازیگری را آموخته بودند. آن‌ها نقش مردان مجلس‌های مختلف را نیز خود بازی می‌کردند. داستان این تعزیه‌ها مثل مضامین تعزیهٔ معمولی بود، با این تفاوت که قهرمان‌های اصلیش را بیشتر زنان تشکیل می‌دادند. تعزیهٔ زنانه تا میان عهد قاجار گاه‌گاه در خانه‌های اشرافیان بازی می‌شد و رفته‌رفته تا اواخر این دوره از میان رفت.
سابقۀ شکل‌گیری تعزیه‌خوانی زنانه به دورۀ قاجار می‌رسد. این نوع تعزیه‌ها اغلب از سوی زنان دربار و اعیان و اشراف و البته در منازل خودشان برپا می‌شد و تعزیه‌خوانان و روضه‌خوانانش همه از زنان بودند، ولی گاه پیش می‌آمد که تعزیه‌خوان‌ها از بچه‌های 12 تا 14 ساله نیز انتخاب شوند. در این مجالس تعزیه ممکن بود یکی از بانوان قجری مسئولیت تعزیه‌گردانی را بر عهده گیرد. به‌عنوان مثال، شاهزادۀ سالخورده‌ای به نام خانمه، دختر فتحعلی‌شاه، ازجمله زنانی بود که سمت تعزیه‌گردانی در مجالس تعزیۀ زنانه را داشت و خود ناصرالدین‌شاه و اهالی اندرونی‌اش هم به‌عنوان مهمان، در این مکان‌ها حضور می‌یافتند. همین‌طور، برگزاری تعزیۀ زنانه در منزل قمرالسلطنه دختر فتحعلی‌شاه که در دنبالۀ مجالس روضه‌خوانی زنانه پدیدار شد. نیز مجالس تعزیۀ باشکوهی که انیس‌الدوله و شکوه‌السلطنه، همسران ناصرالدین‌شاه، در حیاط و شاه‌نشین منعقد می‌ساختند. ظاهراً تعزیه‌ها و روضه‌خوانی‌های زنانه به سبب موانع و تنگناهای عرفی گسترش نیافت و تنها به منازل اعیان و خانواده‌های اشرافی محدود شد و احتمالاً برگزاری آن تا اواسط سلطنت احمدشاه ادامه داشت و سپس رو به فراموشی رفت.

### تعزیهٔ مضحک
تعزیهٔ مضحک، تعزیه‌ای است شاد با مایه‌هایی سرشار از طنز، کنایه، لعن و نفرین. افراد در این تعزیه به تمسخر دین‌ستیزان و کسانی می‌پردازند که به محمد و امامان شیعه و خاندان آن‌ها ستم یا بی‌ادبی کرده‌اند. اگر اولیاخوانی در این تعزیه‌ها نقش داشته باشد، حضورش چه در گفتار و چه در رفتار توأم با وقار و متانت است، در حالی که دیگران هر یک به جای خود با بازی‌ها و حرکت‌هایی مضحک و خنده‌آور ظاهر می‌شوند و شادی می‌آفرینند. گاهی هم برای نشان دادن مجلس کفار از مطربان و تقلیدگران و مسخرگان استفاده می‌کردند که چون مراد از این استفاده تمسخر و توهین به آن‌ها بود، طبعاً منعی نیز نمی‌توانست داشت. این نوع تعزیه‌ها معمولاً روزهای جمعه و عیدهای مذهبی و برای شاد کردن مردم اجرا می‌شد.
اگرچه تعزیه‌های گوشه تا قبل از سلطنت ناصرالدین‌شاه در مضمون تعزیه‌نامه‌ها وجود داشتند ولیکن شبیه‌خوانی‌های مضحک و خنده‌آور نخستین بار در دورۀ این شاه و در تکیۀ دولت به نمایش گذاشته شدند و بعداً یکی از عواملی گردید که نسخه‌های تعزیه را آسیب‌پذیر ساخت. ناصرالدین‌شاه که مجدانه در مراسم سالانۀ محرم و برگزاری تعزیه در تکیۀ مذکور حضور می‌یافت، شخصاً به برخی از تعزیه‌های مضحک علاقۀ خاصی نشان می‌داد. یکی از این نمایش‌ها عروسی بلقیس و سلیمان بود که حداقل سالی دو بار در آنجا به نمایش درمی‌آمد و در هنگام اجرای آن، صدای خندۀ شاه از پشت غرفۀ مخصوصش در تکیه به گوش حاضران می‌رسید.
تعزیه‌های مضحک از توسعه یافتن کمی و کیفی نسخه‌خوانان خنده‌آور و پیش‌واقعه‌ها و احیاناً واقعه‌ها و در جهت خواست مردم و نیاز طبیعی زمان و طبیعت خود پدیدار شدند. کارمایۀ این نوع تعزیه‌ها تمسخر و استهزاء مخالفین و معاندین بود و بنابراین، دست انداختن دشمنان دین بهانه‌ای برای پیشرفت این نوع نمایش شد.  با وجود آنکه تعزیه‌های مضحک صورت شادی‌آور داشتند و غلو و گزافه‌پردازی در همۀ جوانب پایۀ اصلی این‌گونه تعزیه‌ها ‌به‌حساب می‌آمد، اما متکی بر جنبه انتقادی نیز بودند؛ یعنی تعزیه هم در نفس خود و هم از نظر خلاقیت تکامل می‌یافت. به سبب خاصیت انتقادی بودن تعزیۀ مضحک، میرزا تقی‌خان امیرکبیر، اولین صدراعظم ناصرالدین‌شاه، از جمله کسانی بود که توجه خاصی بدان معطوف داشت و حتی بعضی شعرا را ترغیب می‌کرد که اشعاری تازه برای این نوع تعزیه‌ها بسرایند و گروه‌هایی را هم مأمور تنظیم داستان‌های جدید برای تعزیه‌خوانان کرد. 

## تعزیهٔ امروز

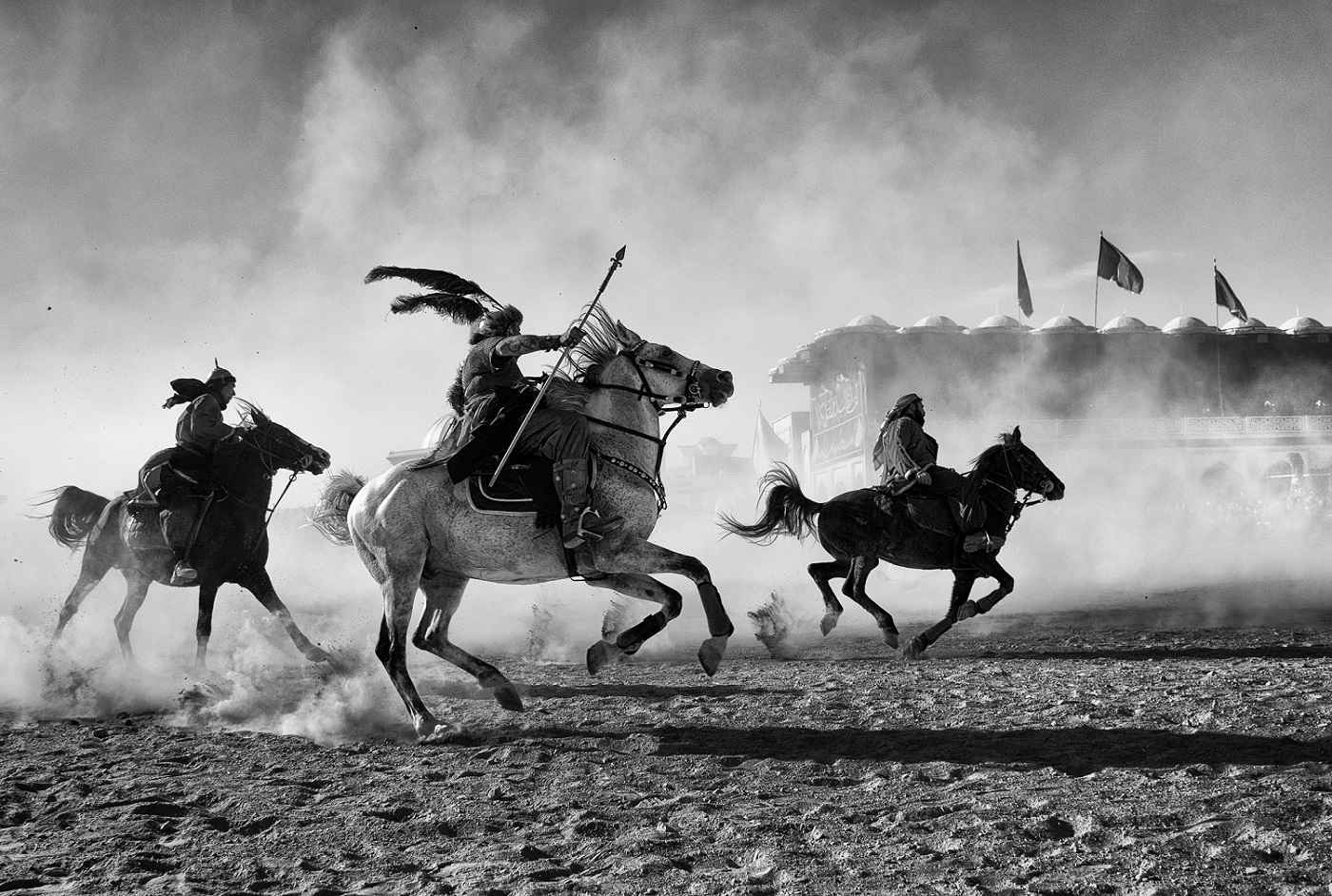

هنر تعزیه، در طول زمان تغییراتی را به خود دیده است اما هنوز هم جزو اصیل‌ترین و پرسابقه‌ترین هنرهای ایرانی و اسلامی مردمان ایران است و در استان‌های مختلف ایران برگزار می‌شود. نسخه‌های اشعار این نمایش مذهبی در سراسر ایران تفاوت کمی با هم دارند. مردم از اول ماه محرم همه‌ساله به مناسبت سالروز این واقعه، در شهرها و روستاهای ایران، مساجد و تکایا را با قالی و قالیچه آذین می‌بندند و دیوارها و منبر را سیاه‌پوش می‌کنند. تا چند سال قبل، شبیه‌خوانی و تعزیه‌خوانی از هفتم محرم در میادین و صحن حیاط حسینیه‌ها و تکایا در شهرستان‌ها معمول بود. شبیه‌خوان‌ها که برای این کار تعلیم یافته بودند، کار خود را با طبل، شیپور و کرنا در محل تعیین‌شده آغاز می‌کردند. مردان از یک سو و زنان از سوی دیگر، کم‌کم جمع می‌شدند و به تماشای مراسم شبیه‌خوانی و تعزیه‌خوانی می‌ایستادند. معمولاً یک یا چند ریش‌سفید، مأموریت راهنمایی مردم و حفظ نظم محیط برگزاری تعزیه را بر عهده داشتند.
شبیه‌خوان‌ها هر روز یکی از وقایع کربلا را نشان داده و شبیه‌خوانی مربوط به آن را نمایش می‌دهند. بازیگران نیز معمولاً نقش خود را از روی نوشته‌هایی که دارند می‌خوانند و نقش‌ها را به‌ترتیب اجرا می‌کنند. شبیه‌خوان‌ها در سؤال و جواب‌ها تناسب آوایی را رعایت می‌کنند؛ مثلاً اگر حسین یا ابوالفضل عباس سؤال و جوابی رد و بدل کنند و حسین‌بن علی سؤالی را با شور و حال خاصی بپرسد، عباس نیز پاسخ او را با تناسب و آهنگین می‌دهد. البته مخالف‌خوان‌ها و اشقیاخوان‌ها، شعرها را با صدای بلند و بدون تحریر می‌خوانند و حالتی پرخاش‌گرانه دارند. تعزیه‌نامه نیز به عنوان یکی از اصلی‌ترین متن‌های شبیه‌خوانی در اختیار تعزیه‌خوانان قرار دارد. تعزیه‌نامه، متنی است که تعزیه‌گردان برای اجرای تعزیه‌ای گرد آورده یا می‌نگارد و پیش از آغاز تعزیه میان شبیه‌خوان‌ها پخش می‌کند.تعزیه ی امروز در ایران دارای موافقان زیادی است ، که تعزیه را موجب تقویت احساس روحانی و جدایی از انجام کار های ناپسند در دین شیعه و به یاد امام و ولی بودن ، می دانند ، اما در دست دیگر عده ای مخالف اند و می گویند در تعزیه ی امروز نیروی هایی که دارای منافعی از این گونه مناسک هستند ، این مراسمات را اجرا می کنند. گاهی به تعزیه‌نامه، «نسخه» هم می‌گویند.

## موسیقی
اهمیت موسیقی آوازی در تعزیه چشم‌گیر است به گونه‌ای که ایفاگران نقش‌ها می‌بایست از دستگاه‌های موسیقی آگاه باشند تا اگر نقش آن‌ها تغییر یافت، بتوانند در آواز معین بخوانند. در موسیقی تعزیه برای نقش‌های افراد سخت‌دل آوازهای متناسب با نقش‌های آن‌ها انتخاب می‌شوند مانند شمر که در نوا یا رجز و علی‌اکبر که در دشتی می‌خوانند. برای پیش‌گیری و آمادگی از جابجایی ناگهانی نقش، هر کس باید لحن‌ها و شعرهای دیگر نقش‌ها را فرابگیرد. گاهی کسی که نقشی را به شیوه‌ای بهتر ایفا می‌نموده و از این رو، نام شخصیت اصلی تعزیه، لقبی برای او در زندگی روزمره‌اش باقی می‌مانده است.
موسیقی دستگاهی ایران با موسیقی تعزیه تفاوت زیادی دارد. اگر تعزیه‌خوان بخواهید موسیقی دستگاهی را بیاموزد از موسیقی تعزیه عقب می‌ماند زیرا این دو بعداً در دل هم ادغام شده و موسیقی تعزیه را از حس خود می‌اندازد. در تعزیه یک پرده و دو پرده وجود دارد، اما ربع پرده ندارد. همین‌طور در موسیقی تعزیه دوگاه یا درآمد دو وجود ندارد ولی در موسیقی چنین چیزی هست. در تعزیه یک درآمد و یک اوج داریم. تنها ردیف‌هایی که در تعزیه هست چهارگاه و ماهور است. اما این دستگاه‌ها در تعزیه پخش شده است؛ مثلاً در چهارگاه اول چهارگاه و گوشهٔ زابل را می‌خواننند اما گوشهٔ حصارش می‌رود در آخر تعزیهٔ حضرت عباس. به این ترتیب، با وجدی که کل ردیف‌ها می‌چرخد اما هرکدام جای خودش هست.
در دورۀ مظفرالدین‌شاه تحولی در هنر موسیقیِ مذهبی این نمایش آیینی-حماسی ایرانیان پدید آمد؛ به‌این‌صورت که به درخواست حکومت، یک دسته ارکستر متشکل از سالدات (سربازان) روس، مسئول نواختن موزیک تعزیه‌ها در تکیۀ دولت شدند. رفته‌رفته این نوع موسیقی در تکایای دیگر هم اجرا و بر هیجان نمایش‌های تعزیه افزوده شد.

## سابقۀ عکس‌برداری از تعزیه‌ها
استفاده از دوربین عکاسی در ایران اولین بار در زمان محمدشاه قاجار رایج شد که از نوع داگرئوتیپ بود، ولی عکس‌برداری از تعزیه‌خوانی‌ها از دورۀ ناصرالدین‌شاه رواج یافت. همین‌طور، در عصر سلطنت مظفرالدین‌شاه، برای نخستین بار فیلم‌برداری از مجالس تعزیه انجام گرفت و میرزا ابراهیم‌خان عکاس‌باشی پسر میرزا احمد صنیع‌السلطنه، به امر شاه قاجار مکلف شد که از صحنه‌های تعزیه و عزاداری ماه محرم فیلم بگیرد.

## دیدگاه‌ها

### نمایش‌شناسان
نمایش‌شناسان در بررسی گونه‌های مختلف نمایشی به همانندی‌هایی بین تعزیه و تئاتر روایی اشاره می‌کنند. مثل جنبهٔ استفاده از شیوهٔ فاصله‌گذاری یا بیگانه‌سازی که در جریان آن اگرچه بازیگر خود در نمایش ماجرا نقش می‌آفریند، اما شیوهٔ کار او طوری است که در تماشاگر می‌دمد تا بازیگر را با شخصیت مورد نظر یکی نگرفته و همسان نپندارد و بداند که او فقط نقش افراد را بازی می‌کند. برای رسیدن به این هدف، یا لحظه‌هایی بازی را قطع می‌کند یا آن‌که در برابر کامروایی‌ها یا رنج و شکنجه‌های رفته بر آن شخصیت واکنش نشان می‌دهد.
نشانه و نماد در تعزیه کاربرد زیادی دارد چنان‌که گفته‌اند این نمایش باغی از نشانه و نماد است. انواع پرچم‌های سبز، سرخ و سیاه که نماد اهل بیت، شور و انقلاب و سوگواری‌اند، علم که نماد درفش سپاه حسین‌بن علی است، تشت آب به نشانهٔ شط فرات؛ شاخهٔ نخل یا هر نهالی به نشانهٔ نخلستان و درخت؛ چرخش به دور خود و راه رفتن به گرد صفحه به علامت گذشت زمان و همچنین مسافرت؛ چتر که وسیلهٔ القای تازه فرود آمدن هر ولی یا فرشته به‌ویژه جبرئیل از آسمان است؛ زدن عینک سفید برای نشان دادن روح بصیرت و نیکدلی و عینک دودی برای جلوهٔ خباثت و بدسگالی؛ عصا که نشانگر تجربه و مصلحت‌اندیشی است؛ نگریستن گاه‌وبیگاه از میان دو انگشت بزرگ دست برای تأکید بر قدرت و فضیلت اولیاء در تجسم اوضاع آینده و همچنین پیش‌بینی؛ بر تن کردن نیم‌تنهٔ بلند سفید (کفنی) به نشانهٔ نزدیک شدن مرگ و اعلام جانبازی؛ زدن یا افشاندن اندکی کاه بر سر برای نشان دادن ماتم‌نشینی؛ اسب سپید بی‌سوار به نشانهٔ اسب حسین‌بن علی، ذوالجناح و کشته شدن صاحبش؛ گهوارهٔ آغشته به رنگ سرخ برای بیان مرگ علی‌اصغر؛ استفادهٔ گاه‌وبیگاه از کبوتری سفید برای آگاهانیدن تماشاگران از دریافت نامه یا خبر و همچنین القای حس معصومیت و همدردی در آن‌ها و کجاوه‌نشینی شبیه‌زنان برای نمایش به اسیری رفتن آن‌ها، از جمله این نمادهاست.
نقش‌خوانی بر منبر، ویژهٔ اولیای نامدار است؛ بزرگی و کوچکی چهارپایه‌هایی که اولیاء برای سر دادن نقش‌های خود بر آن می‌ایستند وسیله‌ای برای مشخص کردن پایه و مرتبه آن‌هاست.

### دیگر
لوئیس پِلی مقدمه کتابش دربارهٔ مجالس تعزیه را با این جمله آغاز کرده است: «اگر موفقیت نمایش را با تأثیراتی که بر مخاطبانش برمی‌انگیزد ارزیابی کنیم هیچ‌گاه هیچ نمایشی از تراژدی‌ای که در عالَمِ اسلامی تحت عنوان تراژدی حسن و حسین شناخته می‌شود پیشی نگرفته است.» ایران‌پژوهِ آمریکایی پیتر چلکوفسکی دقیقاً همین جمله را برای شروع کتابش تحت عنوان «تعزیه: آیین و نمایش در ایران» برگزیده است.

## گستره
در میان شیعیان غیرایرانی (در عراق و شبه‌قارهٔ هند) لفظ تعزیه با وجود ارتباط با مصائب کشتگان کربلا، به معنای «شبیه‌خوانی» به کار نمی‌رود بلکه آنان تعزیه را مراسمی نمادین می‌دانند که در آن دسته‌های عزاداری در طول مراسم، شبیه ضریح یا تابوت حسین‌بن علی را بر دوش کشیده و در پایان روز عاشورا و همچنین اربعین آن را به خاک می‌سپارند. به نوشتهٔ آنه‌ماری شیمل (ص ۲۹۷)، در قرن سیزدهم ه‍.ق /نوزدهم م. در قلمرو سلطنت اَوَدْه در لکهنوی هند، تعزیه به منزلهٔ یکی از تماشایی‌ترین نمایش‌ها، در حضور سلاطین برگزار می‌شد. وی مشخص نمی‌کند که این نمایش تماشایی چه بوده و چه عناصری داشته است.
در ناحیهٔ کارائیب، برای نمونه در جزیرهٔ ترینیداد نیز تعزیه به مراسمی نمادین مربوط می‌شود که به آن «تَجَه» یا «هوسَی» (حسین) می‌گویند. عمده‌ترین بخش آن آداب مربوط به مراسم تابوت است تجه را در روزهای محرم ساخته و پس از نمایش، آن را در آب غرق می‌کنند.
گفتنی است که این قبیل مراسم نمادین در نواحی دیگر جهان، از جمله در اندونزی با عنوان تابوت، نیز برگزار می‌شود. یکی از اصلی‌ترین مراسم سنتی مربوط به ماه محرم در اندونزی مراسم تابوت است. در یکی از نواحی اندونزی مردم تابوتی چوبی را که با کاغذهای رنگارنگ تزئین شده و بر روی آن قبر حسین بن علی تصویر شده است بر دوش می‌کشند و این تابوت را تمام روز به حرکت درآورده و در شهر می‌گردانند و در عصر عاشورا آن را به دریا می‌اندازند.

## نگارخانه

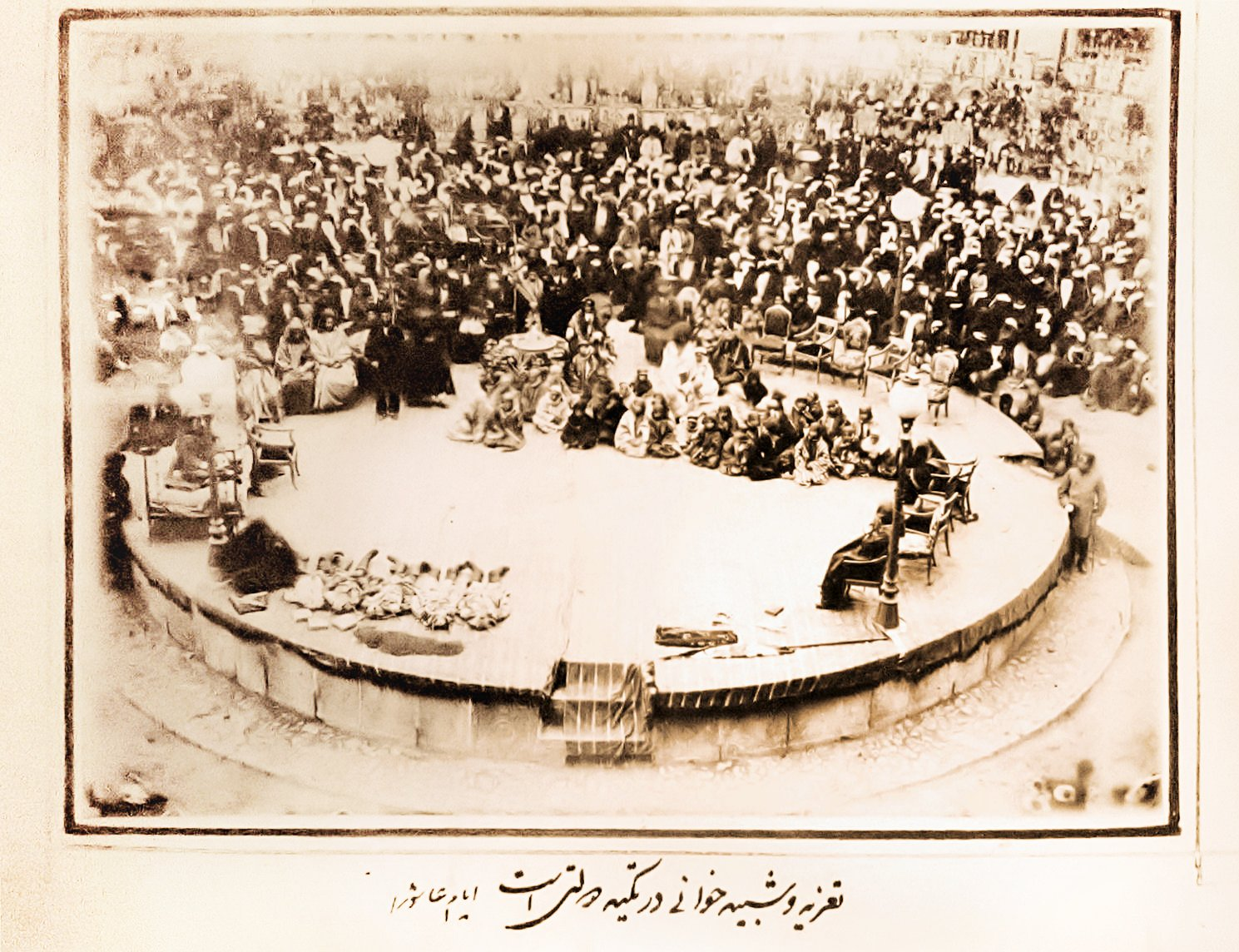
تعزیه و شبیه‌خوانی در تکیهٔ دولت
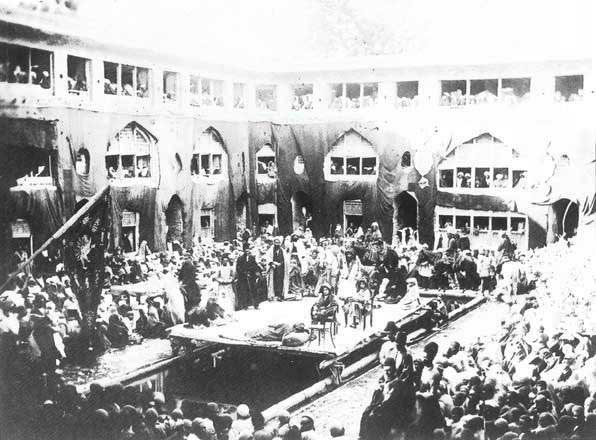
تعزیه‌خوانی، عکس از آنتوان سوروگین
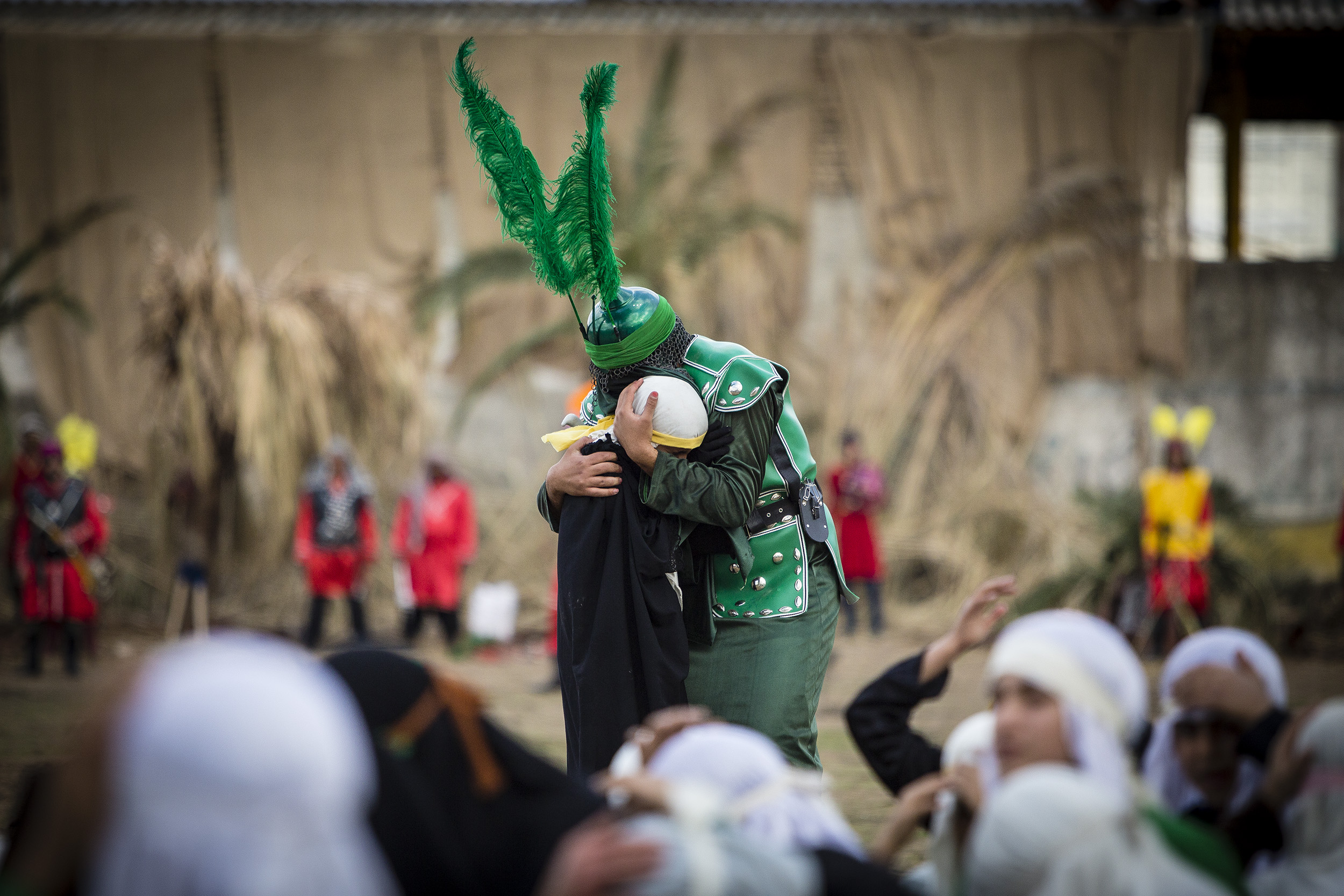
مراسم تعزیه در ایران، عکسی از پیام معین، نوامبر ۲۰۱۴
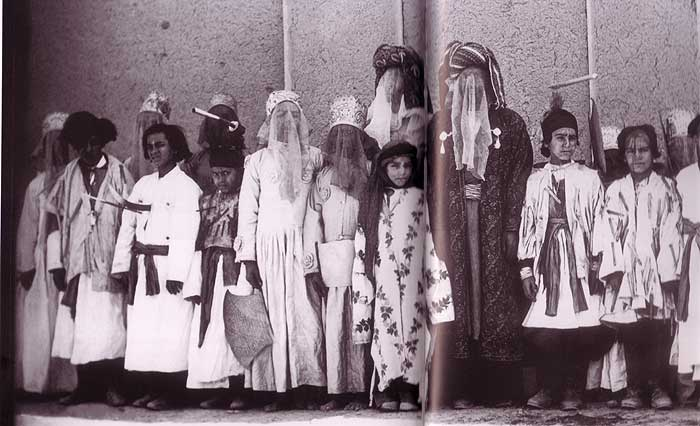
تعزیه‌خوانان، عکس از ارنست هولتزر، ۱۸۷۳
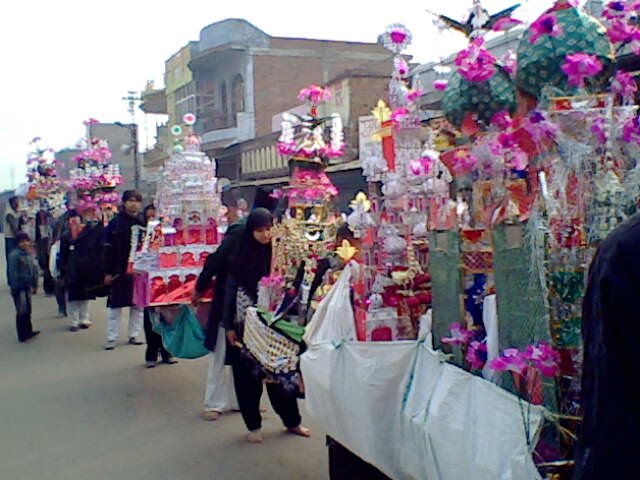
تعزیهٔ روز عاشورای شیعیان هند، بارابنکی، ژانویهٔ ۲۰۰۹
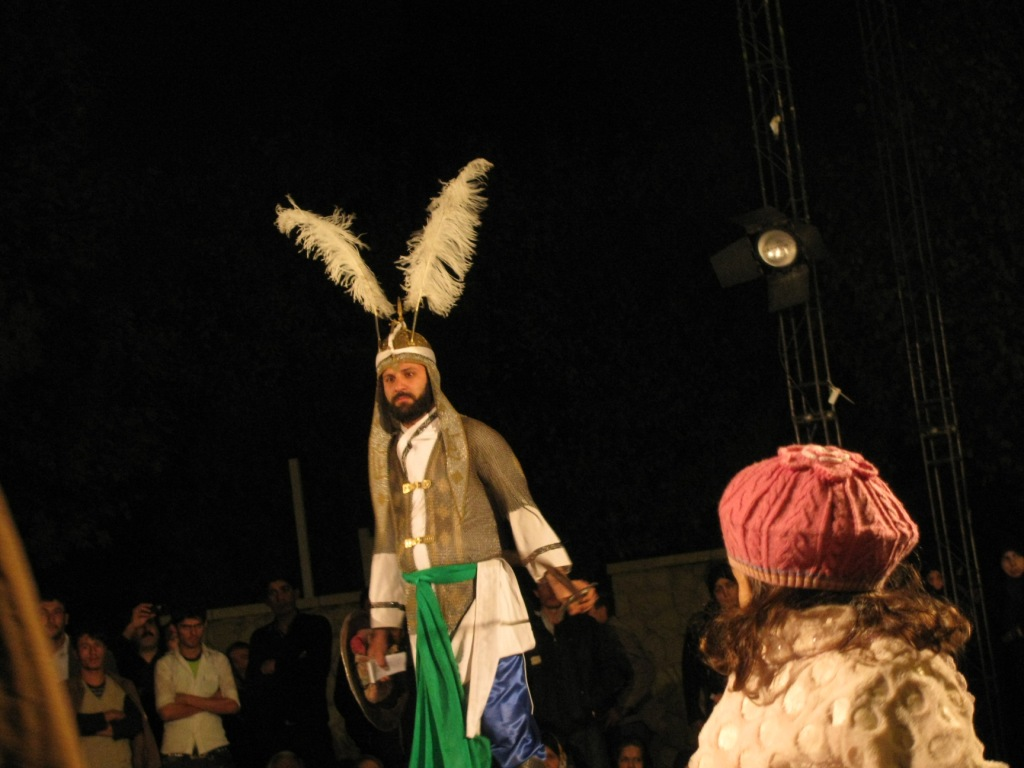
تعزیه در تئاتر شهر تهران
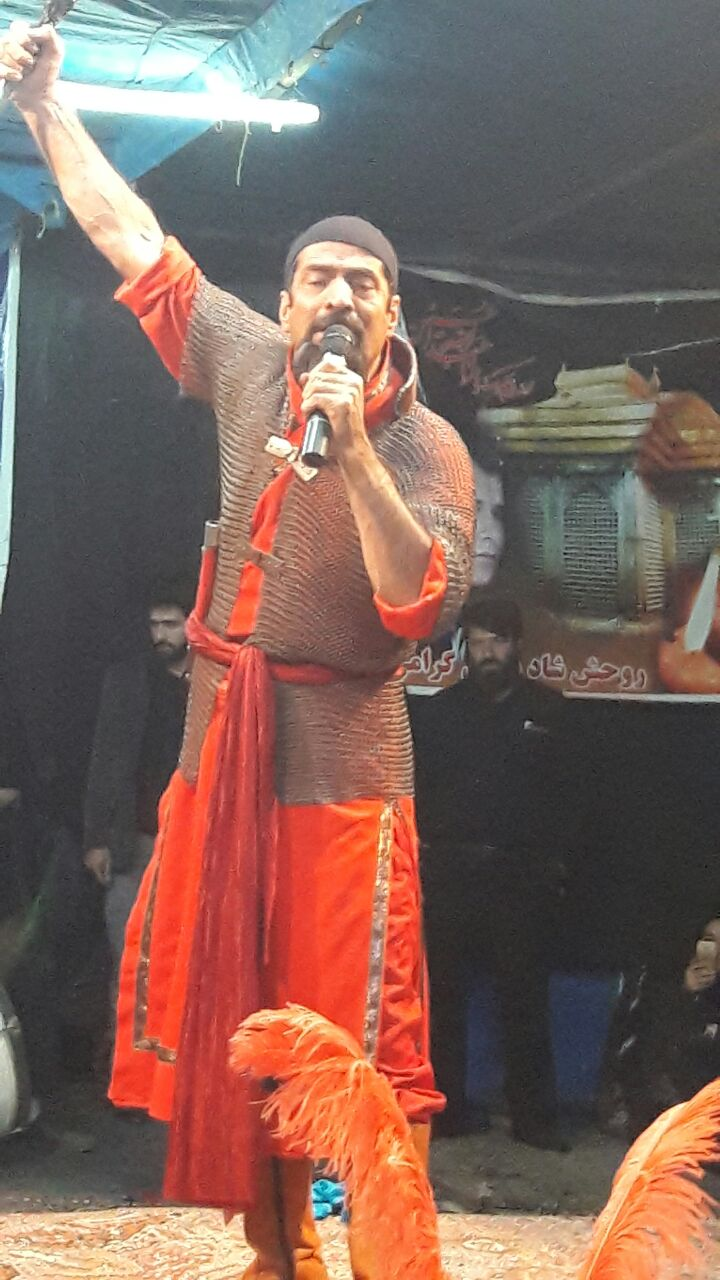
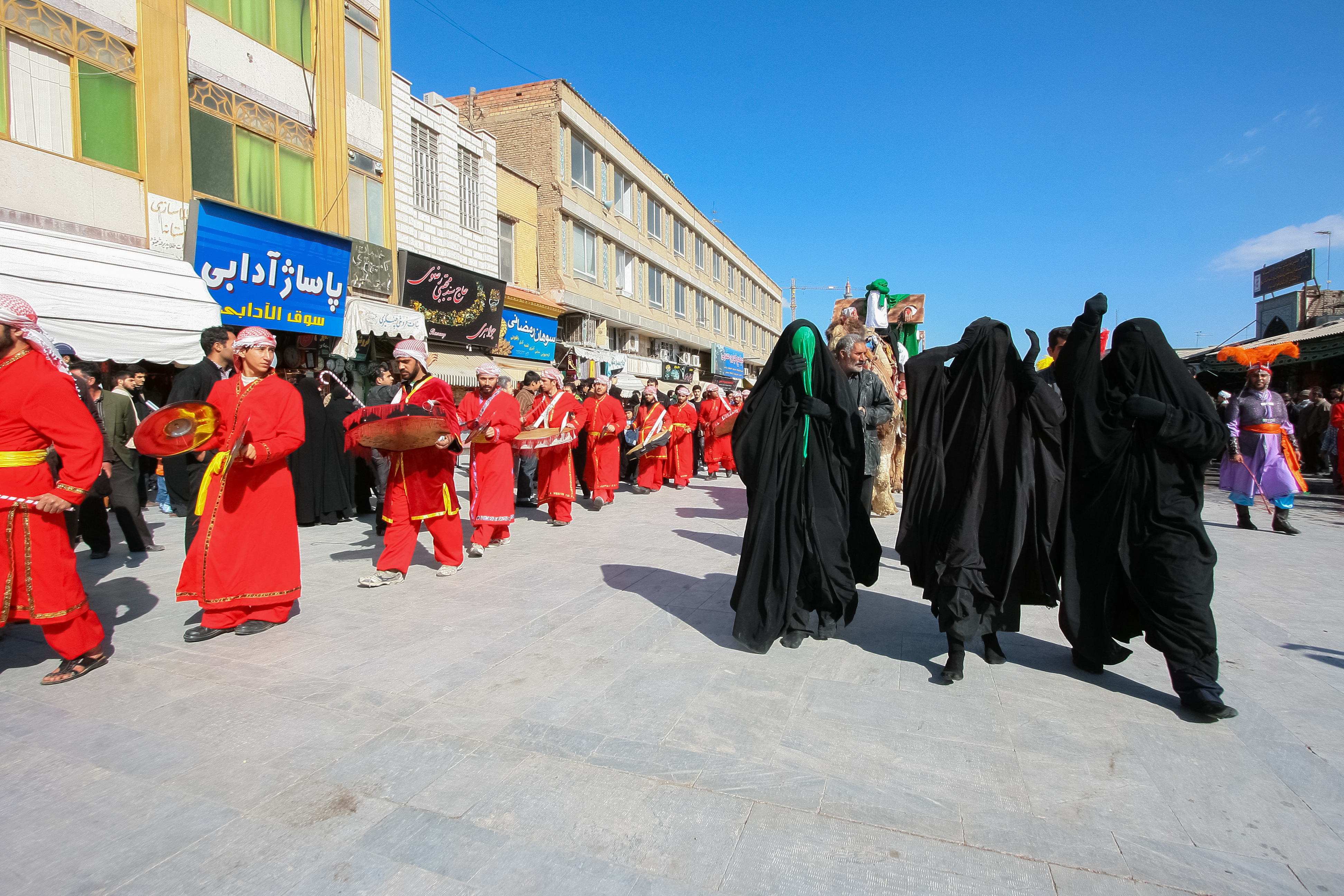
یک تعزیه میدانی در روز اربعین، شهر قم (به اسارت گرفتن زنان و کودکان کاروان حسین ابن علی)